# Фиджийский хинди
Фиджийский хинди или фиджийский хиндустани — язык, распространённый на островах Фиджи среди переселенцев из Индии (индо-фиджийцев), которые в настоящий момент составляют около 37 % населения страны, почти не смешиваясь с коренным населением. Происходит от диалектов авадхи и бходжпури языка хинди, содержит заимствованные слова из других индийских языков, фиджийского и английского языков.

## История
В конце XIX — начале XX века на Фиджи прибыло много индийских «батраков» (законтрактованных рабочих), в основном из регионов Уттар-Прадеш и Бихар. Они говорили на целом ряде местных близкородственных языков и диалектов, среди которых преобладал хинди:
| Языки и диалекты индийских мигрантов на Фиджи в конце XIX века | Языки и диалекты индийских мигрантов на Фиджи в конце XIX века | Языки и диалекты индийских мигрантов на Фиджи в конце XIX века |
| Язык/диалект                                                   | Кол-во                                                         | Процент                                                        |
| -------------------------------------------------------------- | -------------------------------------------------------------- | -------------------------------------------------------------- |
| Бихари                                                         | 17,868                                                         | 39,3 %                                                         |
| Восточный хинди                                                | 16,871                                                         | 37,1 %                                                         |
| Западный хинди                                                 | 6,903                                                          | 15,2 %                                                         |
| Раджастхани                                                    | 1,111                                                          | 2,4 %                                                          |
| Прочие языки                                                   | 1,546                                                          | 3,4 %                                                          |
| Заморские колонии                                              | 640                                                            | 1,4 %                                                          |
| Неизвестно                                                     | 500                                                            | 1,1 %                                                          |
| Всего                                                          | 45,439                                                         | 100 %                                                          |

Дети говорили на смешанном языке, слова диалектов взаимно проникали в речь индийских мигрантов.
Позднее прибыло около 15 000 батраков из Южной Индии — в основном носители тамильского, телугу и малаялам. К тому времени фиджийский хинди уже устоялся в качестве «лингва франка» индийцев-мигрантов на Фиджи, и новоприбывшим мигрантам из Южной Индии пришлось осваивать этот язык. После того, как батрачество прекратилось, на Фиджи в качестве вольнонаёмных работников прибыли носители языков гуджарати и панджаби. В настоящее время лишь немногие жители Фиджи индийского происхождения говорят на тамильском, телугу и гуджарати — большинство общаются на фиджийском хинди.
Первоначально фиджийский хинди пользовался алфавитом деванагари, но позднее всё большее распространение получила латиница.
Фиджийский хинди также понимают аборигены в районах, где большинство населения составляют индийские мигранты. В результате политических волнений на Фиджи в 1980-х — 1990-х годах, когда столкнулись интересы аборигенов и экономически более влиятельных индийских мигрантов, часть последних переехала за рубеж. Крупные диаспоры носителей языка существуют в Австралии, Новой Зеландии, США и Канаде.
Парадоксом является то, что фиджийский хинди не входит в состав трёх официальных языков Фиджи — вместо него эта роль официально закреплена за хиндустани. Фиджийский хинди не используется в образовании или религиозных церемониях, однако, несмотря на это, распространён широко. На фиджийском хинди пишет ряд писателей.

## Фонология
В основном совпадает с фонологией хинди, однако есть ряд важных отличий. Как в бходжпури, ряде сельских диалектов Бихара или восточного Уттар-Прадеша, согласный «sh» заменён на «s» (напр., saadi вместо shaadi), а «v» заменён на «b» (напр., bides вместо videsh). Имеется также тенденция игнорировать различие между согласными «ph» и «f» (например, fal вместо phal), между «j» и «z» (фидж. хинди jamiin вместо zamiin). Согласный «n» соответствует в фиджийском хинди сразу трём носовым согласным хинди — «ṅ», «ñ» и «ṇ».

## Морфология

### Глагол

#### Этимология глагольных форм
На глагольные формы фиджийского хинди оказали влияние несколько диалектов хинди. Первое и второе лицо глаголов в фиджийском хинди совпадают, грамматический род не различается, грамматическое число различается только в прошедшем времени третьего лица.
Суффиксы первого и второго лица несовершенного вида -taa, -at происходят из авадхи, а суффикс несовершенного вида третьего лица -e из бходжпури.
Суффиксы третьего лица совершенного вида переходных глаголов -is и -in также происходят из авадхи.
Суффикс третьего лица категорического будущего -ii имеется в авадхи и бходжпури.
Влияние урду, широко распространённого в городах Восточной Индии в конце XIX века, проявляется в суффиксе совершенного вида 1 и 2 лиц -aa, а также в суффиксе будущего времени 1 и 2 лиц -ega.
Суффикс императива -o происходит из диалекта магахи, распространённого в районах Гайя и Патна Северной Индии. В то же время, в фиджийском хинди появился собственный вежливый суффикс императива -naa. Суффикс -be из бходжпури используется в эмфатических конструкциях. Ещё один суффикс, -it, происходит из авадхи, но в настоящее время выходит из употребления.

## Лексика

### Заимствования из фиджийского языка
Фиджийские индийцы используют ряд заимствований из фиджийского языка, в основном для явлений, отсутствующих в Индии — большинство наименований рыб, местных растений, например, kanade (барабулька (рыба)), kumala (сладкий картофель). Ещё несколько примеров:
| Фиджийский хинди (латиница) | Фиджийский хинди (деванагари) | Фиджийский язык | Значение                                          |
| --------------------------- | ----------------------------- | --------------- | ------------------------------------------------- |
| nangona                     | नंगोना                           | yagona          | напиток из кавы                                   |
| tabale                      | तबाले                           | tavale          | жена брата                                        |
| bilo                        | बिलो                            | bilo            | сосуд из скорлупы кокосового ореха для питья кавы |

### Заимствования из английского языка
Произношение заимствованных английских слов изменилось с адаптацией к местному произношению. Например, hutel соответствует английскому hotel. Значение некоторых слов изменилось: tichaa означает не вообще учителя (англ. teacher), а женщину-учительницу. Некоторые слова образованы в фиджийском хинди из английских корней: например, kantaap означает верхушку тростника (cane-top).

### Семантический сдвиг по сравнению с хинди
Значение многих слов, происходящих из хиндустани, изменилось в фиджийском хинди. Ниже приведены несколько примеров:
| Фиджийский хинди | Значение                   | Значение прототипа из хиндустани                            |
| ---------------- | -------------------------- | ----------------------------------------------------------- |
| bigha            | акр                        | 1 бигха = 1600 кв. ярдов или 0,1338 гектара или 0,3306 акра |
| Bimbaiyaa        | гуджарати                  | из Бомбея (Мумбаи)                                          |
| fokatiyaa        | бесполезный                | банкрот                                                     |
| daabe            | наводнение                 | затопление                                                  |
| bakera           | краб                       | фиджийский краб (кекра)                                     |
| jhaap            | сарай                      | временный сарай                                             |
| jaati            | коренной фиджиец           | раса                                                        |
| juluum           | красивый                   | тирания, трудность                                          |
| kal              | вчера                      | вчера или завтра (не сегодня)                               |
| kamaanii         | острога для сбора креветок | проволока, пружина                                          |
| Mandaraaji       | южно-индийский             | «Из Мадраса или Тамилнада»                                  |
| palla            | дверь                      | ставень                                                     |
| Panjabi          | сикх                       | коренной житель Пенджаба, независимо от религии             |

### Числительные
Система числительных фиджийского хинди существенно упростилась по сравнению с хинди, где образование ряда числительных нерегулярно.
Для числительных менее 10 используются слова из хинди с лёгким отличием в произношении, а для числительных от 10 до 19 используются английские слова (хотя фиджи-индийцы старшего поколения ещё умеют считать от 10 до 19 на хинди). Слово «два» на стандартном хинди звучит do (दो), а на фиджийском хинди dui (दुइ). «Шесть» на стандартном хинди chhah (छह), а на фиджийском хинди chhe (छे).
Если в хиндустани числительные от 20 до 39 образуются нерегулярно, то в фиджийском хинди метод их образования упрощён: название соответствующего десятка, союз «и» и название числа от 1 до 9.
| Числительное | Хинди (деванагари) | Хинди (транслитерация) | Фиджийский хинди |
| ------------ | ------------------ | ---------------------- | ---------------- |
| 21           | इक्कीस               | ikkiis                 | bis aur ek       |
| 22           | बाईस                | baaiis                 | bis aur dui      |
| 23           | तेईस                | teiis                  | bis aur teen     |
| 31           | इकत्तीस              | ikatiis                | tiis aur ek      |
| 32           | बत्तीस               | battiis                | tiis aur dui     |
| 33           | तैंतीस                | taintiis               | tiis aur teen    |
| 37           | सैंतीस                | saintiis               | tiis aur saat    |
| 41           | इकतालीस              | ekatalis               | chaalis aur ek   |
| 42           | बयालीस               | bayaalis               | chaalis aur dui  |
| 43           | तैंतालीस               | taintaalis             | chaalis aur teen |